# Ткачёв, Роман Александрович
Рома́н Алекса́ндрович Ткачёв (1 декабря 1898, Вытычно, Люблинское воеводство — 3 декабря 1986, Москва) — советский врач-невролог, доктор медицинских наук (1965), профессор (1966).

## Биография
Роман Александрович Ткачёв родился в 1898 году.
- 1922 — окончил медицинский факультет Московского университета;
  - ученик Г. И. Россолима, Е. К. Сеппа, С. Н. Давиденкова.
- 1939 — заведующий кафедрой нервных болезней Ивановского медицинского института.
- 1965 — доктор медицинских наук,
- 1966 — профессор.

Роман Александрович скончался в 1986 году. Похоронен на Введенском кладбище (20 уч.).

## Публикации
- К вопросу о «paramyoclonus multiplex», Вопр. педологии и дет. психонев-рол., под ред. М. О. Гуревича, в. 3, с. 154, 1928;
- Наследственная форма нарколепсии, Сов. невропат., нсихиат. и гтси- хогпг., т. 11, в. 2, с. 60, 1933;
- О классификации и прогнозе афазических расстройств, в кн.: Вопр. клин, и патофи-зиол. афазий, под ред. Е. В. Шмидта и Р. А. Ткачева, с. 5, М., 1961;
- Преходящие нарушения мозгового кровообращения, М., 1967 (совм. с др.).